# مطار الغيضة
مطار الغيضة (إياتا: AAY، إيكاو: OYGD) هو مطار دولي يقع في مدينة الغيضة عاصمة محافظة المهرة إحدى محافظات الجمهورية اليمنية.

## التحديث والتطوير
في عام 2020، تم إعادة تأهيل وترميم وتجهيز المطار حسب المواصفات الدولية، بتموين من الهيئة العامة لطيران اليمنيه
تضمنت عملية التأهيل تطوير صالات الانتظار والمغادرة والتفتيش بكافة الأنظمة المتواجدة في المطارات الدولية من الأجهزة الخاصة بأمتعة المسافرين وعربات النقل وغيرها، بالإضافة إلى صالة التشريفات وكبار الضيوف، والمدرج وبرج المراقبة ووحدة الحرائق والإنقاذ والمياه والإضاءة المتكاملة لسور المطار بمساحة 17 كيلومتر.
ويشمل المشروع، تأمين المطار بكافة الأنظمة المتطورة كمنظومة الأرناف العالمية الخاصة بهبوط وإقلاع الطائرات ومنظومة الاتصالات والإرصاد البيئي، وكل ما يتعلق بتأهيل المطار لاستقبال الرحلات المدنية من مختلف مطارات العالم.ولايزال هناك قوات من تحالف العدوان ألامريكية محتلة للمطار وخاضع لسيطره
الأمريكية

## خطوط وشركات الطيران
- طيران السعيدة (صنعاء، عدن، المكلا، سيئون)